# بدر المشاري
الشيخ بدر بن نادر المشاري (مواليد 1973م / الموافق 1393هـ) هو داعية إسلامي سعودي وإمام جامع حطين بالحرس الوطني بالرياض.

## مؤهلاته العلمية
- تخرج من كلية الشريعة من جامعة الإمام محمد بن سعود الإسلامية
- حصل على شهادة الماجستير في (مدخل لحياة وآثار الشيخ ابن باز مواقف قيادية وتربوية) من بيروت
- حاصل على الدكتوراه.

## شيوخه
طلب العلم على عدد من العلماء منهم:
- الشيخ عبد العزيز بن باز
- الشيخ محمد بن صالح العثيمين
- الشيخ صالح بن فوزان الفوزان
- الشيخ عبد الرحمن بن ناصر البراك
- الشيخ عبد الله بن عبد الرحمن الجبرين

## سجنه
اعتقلته الأجهزة الأمنية السعودية في 17 تموز 2023.

## عمله
الحرس الوطني بالرياض - رئيس قسم التوعية والإرشاد بالحرس الوطني سابقاً
- حاليا داعية متفرغ، وله محاضرات ودروس ومشاركات دعوية مستمرة.
- صدر له عدد من الأشرطة الصوتية والرسائل الدعوية .

## برامج تلفزيونية

### سلسلة معالرسولﷺ
سلسلة دروس ضمن برنامج زد رصيدك 4 على قناة بداية الفضائية، (2014-2015)
1. مقدمة عن الرسول ﷺ
2. حال العالم قبل ميلاد النبي محمد ﷺ
3. شباب النبي محمد ﷺ وزواجه بخديجة، إلى نزول الوحي
4. بعثة الرسول ﷺ ونشر الإسلام بين أهله وأصحابه
5. إيذاء قريش وصبر الرسول ﷺ
6. مفاوضات قريش وهجرة بعض الصحابة إلى الحبشة
7. حصار قريش ووفاة عمه وخديجة ورحلته إلى الطائف
8. ليلة الإسراء والمعراج
9. بيعة العقبة وإسلام الأوس والخزرج
10. الهجرة إلى المدينة
11. حال المدينة بعد الهجرة، غزوة بدر وأحد والأحزاب
12. حادثة الإفك وفتح مكة ووفاة الرسول ﷺ

### سلسلة وزراء الرسولﷺ
سلسلة دروس ضمن برنامج زد رصيدك 5 على قناة بداية الفضائية، (2015-2016)
1. وزراء الرسول
2. أبو بكر الصديق /1
3. أبو بكر الصديق /2
4. عمر بن الخطاب /1
5. عمر بن الخطاب /2
6. عمر بن الخطاب /3
7. عثمان بن عفان /1
8. عثمان بن عفان /2
9. عثمان بن عفان /3
10. علي بن أبي طالب /1
11. علي بن أبي طالب /2
12. علي بن أبي طالب /3

### سلسلة ورثة الأنبياء
سلسلة دروس ضمن برنامج زد رصيدك 6 على قناة بداية الفضائية، (2016-2017)
1. غياب القدوات
2. الحسن بن علي
3. الحسين بن علي
4. الإمام أبو حنيفة /1
5. الإمام أبو حنيفة /2
6. الإمام مالك بن أنس /1
7. الإمام مالك بن أنس /2
8. بلال بن رباح
9. الإمام الشافعي /1
10. الإمام الشافعي /2
11. الإمام أحمد بن حنبل /1
12. الإمام أحمد بن حنبل /2
13. الإمام أحمد بن حنبل /3
14. ختام ورثة الأنبياء

### سلسلة أحسن القصص
سلسلة دروس ضمن برنامج زد رصيدك 7 على قناة بداية الفضائية، (2017)
1. أحسن القصص
2. آدم عليه السلام
3. قابيل وهابيل
4. يوسف عليه السلام
5. قصة فتية أهل الكهف
6. غزوة بدر
7. مريم عليها السلام
8. موسى عليه السلام /1
9. موسى عليه السلام /2
10. موسى عليه السلام والخضر
11. داود وسليمان عليهما السلام
12. سليمان عليه السلام
13. زيد بن حارثة
14. ختام أحسن القصص

### سلسلة كأنك تراه
30 حلقة عن سيرة النبي محمد ﷺ عُرضت خلال شهر رمضان المبارك على قناة اقرأ الفضائية، (2019).